# Polimerización por etapas
La  polimerización por etapas es un mecanismo de polimerización que procede por pasos independientes. En una primera etapa los monómeros con dos o más grupos funcionales inicialmente reaccionan para formar dímeros, luego trímeros y oligómeros más grandes, y ocasionalmente polímeros de cadena larga. Este mecanismo es distinto de la reacción en cadena de la polimerasa, que procede más bien por la adición sucesiva y rápida de moléculas en un centro activo.
Hay dos tipos de polimerizaciones por etapas distinguiéndose:
- Policondensaciones (que son la mayoría de las polimerizaciones por etapas): en estos mecanismos cada etapa es una reacción de condensación es decir, hay una eliminación de moléculas pequeñas(por subproductos) como H{\displaystyle _{2}}O, HCl, NH{\displaystyle _{3}} o CH{\displaystyle _{3}}OH. Un ejemplo es la policondensación de diaminas y ácido dicarboxílico, que conduce a poliamidas (o nylons)con pérdida de agua en cada etapa.
- Poliadicciones: cada paso es una reacción de adición que se realiza sin ningún tipo de eliminación de moléculas pequeñas. Por ejemplo, la poliadicción en pasos de dioles con diisocianatos produce poliuretanos.

La polimerización por etapas es un método de síntesis utilizado ampliamente en la industria.

## General
Las moléculas de monómero pueden ser de dos tipos:
- X - \ / \ / \ - X: una molécula contiene dos funciones idénticas, la formación del polímero se realiza por la reacción de esta molécula con otra molécula que tiene otras dos funciones idénticas Y - \ / \ / \ - Y;
- X - \ / \ / \ - Y: una molécula contiene dos diferentes funciones X e Y, la formación del polímero se realiza por la reacción entre X e Y de dos moléculas idénticas.

En el caso de la policondensación, los monómeros iniciales no son idénticos a las unidades de repetición del polímero final, debido a la pérdida de moléculas pequeñas en los pasos de condensación.
Las moléculas iniciales reaccionan para producir moléculas más grandes que ellos mismos pueden reaccionar y forman cadenas convertirse ya:
X - \ / \ / \ - X Y - \ / \ / \ - X - \ / \ / \ - Y
Ejemplo de una poliamida: formación de nylon 6-6 por reacción entre el ácido hexanodioico y hexametilendiamina, los dos grupos funcionales son ácido carboxílico y amina:
Aquí la unidad de repetición (entre paréntesis) es menor que la suma de los dos monómeros después de la pérdida de dos moléculas de H 2O por el patrón repetido.
Nylon 6,6 es un polímero lineal termoplástico y semicristalino, con temperatura de transición vítrea T  v  = 50 °C y punto de fusión T  f  = 270 °C, que se utiliza por ejemplo como fibra textil.
Para que haya formación de un polímero mediante polimerización por etapas, es necesario que cada molécula inicial tenga al menos dos funciones reactivas. Estas moléculas se denominan bifuncionales.

## Concepto de funciones y funcionalidades reactivas
Polimerizaciones graduales tener lugar si los monómeros tienen grupos reactivos adecuados. Las principales funciones reactivas utilizadas son:
- Funciones del ácido carboxílico y sus derivados;
- Funciones Alcohol;
- Funciones amina;
- Etc.

La funcionalidad es el número de grupos funcionales reactivos presentes en los monómeros y capaces de participar en el crecimiento de la cadena.
La funcionalidad media de la mezcla se determina por la fórmula
donde 'n' 'i es el número de moléculas iniciales en cuestión y' 'f' 'i y sus respectivas funciones.
Si la funcionalidad media es inferior a dos, la polimerización se detendrá en sí. Si es mayor de dos, hay muchas posibilidades de ramificación o la formación de [cadena lateral []]. También puede ser una reticulación dando una red tridimensional insoluble y infusible.

## Grado de realización de una reacción de polimerización pasos
Sea N  0 , el número de moléculas iniciales.
N0 × {\displaystyle {\bar {f}}} también lo es el número de funciones iniciales.
Sea N el número de moléculas iniciales restantes en el momento  t . En ese momento, 2 × (N  0  - N) funciones se han consumido. Definimos el grado de avance (o conversión)  p  en 't' tiempo que la relación entre el número de grupos funcionales químicos que se consumen en el número de funciones químicas iniciales.
La ecuación de Carothers para evaluar grado de polimerización medio y luego el peso molecular] promedio de esa etapa de terminación.